# Warzone 2100
Warzone 2100 è un videogioco strategico in tempo reale, originariamente pubblicato nel 1999 per PlayStation e Microsoft Windows. Sviluppato da Pumpkin Studios e prodotto da Eidos Interactive.

## Trama
Il giocatore prende il controllo d'un'organizzazione che tenta di conquistare e ricostruire nell'anno 2100 il pianeta Terra, dopo il collasso sociale seguito da una guerra nucleare su vasta scala, combattendo con altre organizzazioni rivali e con bande di predoni. L'ambientazione è abbastanza simile ai film della serie Mad Max.

## Modalità di gioco
Nel gioco bisogna accumulare solo una risorsa: il petrolio necessario per produrre le unità e costruire la varie strutture che costituiranno la base del giocatore. Per fare ciò bisogna costruire delle trivelle derrick sulle sorgenti, presenti nella mappa di gioco.
Tra le altre caratteristiche, è da notare la possibilità di modificare le varie unità presenti nel gioco, tramite un sistema di ricerca di nuovi elementi con i quali potenziare e/o creare nuove unità: ad esempio selezionandone le armi, il sistema di trasmissione, o il mezzo di locomozione (cingoli, ruote, ecc.). È inoltre anche possibile progettare delle unità ex novo.

## Storia
Pubblicato nel 1999 inizialmente come videogioco proprietario, il 6 dicembre 2004 è stato distribuito sotto licenza GNU GPL; il 10 giugno 2008 sono stati pubblicati anche i video e la colonna sonora, che fino ad allora erano ancora non-liberi. Ciò ha reso anche possibile portare il gioco su altre piattaforme, come fu per Debian.
Il gioco è attualmente mantenuto dal Warzone 2100 Resurrection Project, che ne ha modificato il motore grafico e aggiunto alcune caratteristiche, è giunto alla versione 3.2.2 nel 2016.